# Venlo vasútállomás
Venlo vasútállomás vasútállomás Hollandiában, Venlo városában.

## Vasútvonalak
Az állomást az alábbi vasútvonalak érintik:
- Venlo–Eindhoven-vasútvonal
- Maastricht–Venlo-vasútvonal
- Nijmegen–Venlo-vasútvonal
- Viersen–Venlo-vasútvonal
- Straelen Grens - Venlo

## Kapcsolódó állomások
A vasútállomáshoz az alábbi állomások vannak a legközelebb:
- Blerick vasútállomás (Eindhoven vasútállomás, Nijmegen vasútállomás, Venlo–Eindhoven-vasútvonal, Nijmegen–Venlo-vasútvonal, északnyugat)
- Tegelen vasútállomás (Maastricht vasútállomás, Maastricht–Venlo-vasútvonal, délnyugat)
- Kaldenkirchen station (Viersen station, Viersen–Venlo-vasútvonal, délkelet)